# Combretum hilariana
Combretum hilariana är en tvåhjärtbladig växtart som beskrevs av David Nathaniel Friedrich Dietrich. Combretum hilariana ingår i släktet Combretum och familjen Combretaceae. Inga underarter finns listade i Catalogue of Life.